# Silke Hörner
Silke Hörner (ur. 12 września 1965 w Lipsku) – wschodnioniemiecka pływaczka, dwukrotna mistrzyni olimpijska, medalistka mistrzostw świata i Europy.
Jest jedną z ofiar programu dopingowego stosowanego w latach 1976–1988 przez trenerów NRD. Odpowiedzialnymi za wdrożenie w życie programu dopingowego uznano dwóch działaczy sportowych. Manfred Ewald, szef federacji sportowej i Manfred Höppner odpowiedzialny za medycynę sportową w latach 80., skazani zostali odpowiednio na 22 i 10 miesięcy więzienia w zawieszeniu. Trenerzy wmawiali zawodnikom, że zażywają witaminy i sole mineralne.
Jest żoną Alexandra Schucka, niemieckiego kajakarza.

## Wyróżnienia
- 1985, 1987: Najlepsza Pływaczka Roku w Europie